# Stanisław Czajka (pedagog)
Stanisław Antoni Czajka (ur. 22 kwietnia 1941 w Dąbrówce Pniowskiej) – nauczyciel, polonista, dyrektor Biblioteki Narodowej w latach 1983–1992, przewodniczący Stowarzyszenia Bibliotekarzy Polskich w latach 1989–2001.

## Życiorys
Po ukończeniu Technikum Mechanicznego w Nysie pracował w Zakładach Azotowych w Kędzierzynie oraz w Zakładach Siarkowych w Machowie k. Tarnobrzega. Następnie przerwał pracę i podjął naukę w pomaturalnym Studium Nauczycielskim w Rzeszowie. Po uzyskaniu dyplomu z prawem do nauczania języka polskiego, pracował od 1962 r. jako nauczyciel w szkolnictwie podstawowym w Rzeszowie. Ze szkolnictwem na terenie Rzeszowa związany był ponad dziesięć lat. Tu też założył rodzinę z nauczycielką – polonistką, jednocześnie kontynuował naukę na studiach magisterskich w Wyższej Szkole Pedagogicznej na Wydziale Filologii Polskiej w Krakowie.
W latach 1975–1978 studiował w Wyższej Szkole Nauk Społecznych w Warszawie, gdzie przygotowywał rozprawę doktorską pt. Aktywność kulturalna inteligencji technicznej. Stopień doktora nauk humanistycznych uzyskał w 1978 r. Zawodowo zajmował się sprawami kultury, w latach 1978–1979 kierował Zakładem Badania Audytorium Kultury w Instytucie Kultury w Warszawie. Od kwietnia 1979 r. związał się z Biblioteką Narodową, początkowo jako zastępca dyrektora, a w latach 1983–1992 dyrektor Biblioteki Narodowej.
Na stanowisku wicedyrektora był odpowiedzialny za gromadzenie i udostępnianie zbiorów oraz współpracę z głównym architektem nowego gmachu Biblioteki w Alei Niepodległości 213. Jako dyrektor zajmował się całością spraw związanych z budową oraz wyposażeniem i przemieszczeniem zbiorów do nowych budynków Biblioteki. Było to największe przedsięwzięcie w zakresie budownictwa bibliotecznego w Polsce. W latach 80. w porozumieniu z organizacjami bibliotekarskimi zorganizował prace nad raportem odzwierciedlającym stan polskiego bibliotekarstwa z elementami prognozy do roku 2000.
W latach 1993–2006 kontynuował pracę w BN ponownie jako zastępca dyrektora, zajmując się m.in. nadzorem nad budową i wyposażeniem BN.
Jest autorem ponad 70 publikacji dotyczących Biblioteki Narodowej, Stowarzyszenia Bibliotekarzy Polskich, zawodu bibliotekarza, prawa bibliotecznego, zarządzania biblioteką, budownictwa bibliotecznego. Był redaktorem naczelnym „Rocznika Biblioteki Narodowej” (1985-1995) i „Polish Libraries Today” (1991-1995), przewodniczącym Komitetu Redakcyjnego serii SBP „Propozycje i Materiały”, członkiem Komitetu Redakcyjnego serii „Nauka – Dydaktyka – Praktyka”, członkiem Rady Programowej „Przeglądu Bibliotecznego”.

## Funkcje społeczne
W strukturach Stowarzyszenia Bibliotekarzy Polskich zaczął działać w połowie lat 80. W 1985 r. przewodniczył obradom Krajowego Zjazdu Delegatów w Toruniu, był też wówczas przedstawicielem Polski w Sekcji Bibliotek Narodowych IFLA. Podczas Zjazdu Krajowego Delegatów w Gdańsku w maju 1989 r. został wybrany na stanowisko Przewodniczącego SBP. Funkcję tę pełnił przez trzy czteroletnie kadencje do czerwca 2001 r.
Podjął trudne zadanie restrukturyzacji SBP w okresie transformacji ustrojowej kraju. Stawiał na budowanie ekonomicznych podstaw funkcjonowania SBP i dyscyplinę finansową. Angażował się osobiście w wiele działań. Brał udział w pracach komisji przygotowujących projekt ustawy o bibliotekach z 1997 r., a później jej nowelizacji w 2001 r. Inicjował organizowanie licznych krajowych konferencji dla bibliotekarzy (m.in. z zakresu automatyzacji bibliotek, digitalizacji zbiorów, nowych technologii, zabezpieczenia zbiorów), wygłaszając referaty prezentujące zadania i znaczenie SBP oraz jego rolę w integracji środowiska.

## Wybrane publikacje (wg chronologii)
- Z problemów teorii i metodologii uczestnictwa w kulturze. Warszawa: Centralny Ośrodek Metodyki Upowszechnienia Kultury, 1985,
- Kształcenie bibliotekarzy na poziomie pomaturalnym. W: Kształcenie bibliotekarzy na poziomie pomaturalnym – szanse i zagrożenia. Materiały ze spotkania „okrągłego stołu” Warszawa, 11–12 maja 1995 r.. Red. Lucjan Biliński. Warszawa: CUKB, 1995, s. 15–24,
- SBP wobec ustawy o bibliotekach. W: Jak pomagać bibliotekom? Dylematy czasu przemian. Red. Janusz Nowicki. Warszawa: SBP, 1995, s. 13–24,
- SBP wobec problemów bibliotekarstwa wiejskiego. W: Czytelnictwo i biblioteki na wsi – obraz współczesny i tendencje. Red. Mieczysław Szyszko. Warszawa: SBP, 1996, s. 47–57,
- Czy potrzebne jest Stowarzyszenie Bibliotekarzy Polskich?, „Bibliotekarz” 1997, nr 5, s. 3–7,
- Biblioteka narodowa w ustawie o bibliotekach. W: Biblioteki w reformie administracyjnej państwa. Red. Mieczysław Szyszko. Warszawa: SBP, 1998, s. 47–53,
- Reforma administracyjna – biblioteczne zyski i straty. W: Biblioteka tu i teraz. Forum Czytelnicze V, Kielce 24–27 maja 1998. Warszawa: BN, 1998, s. 21–31,
- Szanse bibliotek publicznych po reformie administracyjnej, „Bibliotekarz Rzeszowski” 1998, nr 1-2, s. 32–43,
- Biblioteki wojewódzkie – prawne aspekty działalności, „Biuletyn Informacyjny Biblioteki Narodowej” 1999, nr 4, s. 23–26,
- Czy to koniec budowania, czyli trochę o nowej siedzibie Biblioteki Narodowej, „Biuletyn Informacyjny Biblioteki Narodowej” 1999 nr 3, s. 10–16,
- Nowe prawo biblioteczne, „Bibliotekarz” 1999, nr 1, s. 4–8,
- Stan i perspektywy polskiego bibliotekarstwa. W: Informacja naukowa i techniczna w służbie sztuki wojennej i techniki wojskowej. Warszawa: CBW, 1999, s. 86–97,
- Nowe obiekty biblioteczne w Polsce, „EBIB” 2000, wyd. specjalne 2. http://www.ebib.pl/2000/sp2/czajka.html
- Problemy prawne i organizacyjne bibliotek publicznych. W: Biblioteki w społeczeństwie demokratycznym. Forum Czytelnicze VII, Kielce 28 -31 maja 2000. Warszawa: BN, 2000, s. 133–144,
- Tendencje i kierunki rozwoju polskiego budownictwa bibliotecznego, „Bibliotekarz” 2000, nr 6, s. 6–11,
- Zmiany w polskim budownictwie bibliotecznym. W: Biblioteki jutra, nowa perspektywa organizacji przestrzennej i funkcjonalnej. Red. Jadwiga Chruścińska. Warszawa: CEBiD, 2001, s. 33–45,
- Rozwiązania architektoniczne i urządzenia a czytelnicy niepełnosprawni w Bibliotece Narodowej. W: Biblioteka otwarta dla czytelników niepełnosprawnych. Red. Ewa Stachowska-Musiał. Warszawa: SBP, 2002, s. 109–115,
- Pożądane kwalifikacje bibliotekarza w Bibliotece Narodowej. W: Zawód bibliotekarza dziś i jutro. Red. Ewa Stachowska-Musiał. Warszawa: SBP, 2003, s. 63–73,
- Digitalizacja – aspekty kulturowe, miejsce i rola Biblioteki Narodowej. W: Digitalizacja zbiorów bibliotecznych. Red. Elżbieta Stefańczyk. Warszawa: SBP, 2006, s. 79–86,
- Komu potrzebna jest Biblioteka Narodowa? „EBIB” 2010, nr 2 http://www.ebib.pl/2010/111/a.php?czajka
- „Szefowa” – krótkie wspomnienie o Jadwidze Kołodziejskiej. W: Profesor Jadwiga Kołodziejska. Badaczka i promotorka bibliotek i czytelnictwa. Księga pamiątkowa. Pod red. Jadwigi Sadowskiej. Warszawa: Wydawnictwo Naukowe i Edukacyjne SBP, 2020, s. 153-162[5][6].

## Odznaczenia
- Złota Honorowa Odznaka Związku Młodzieży Wiejskiej,
- Złoty Krzyż Zasługi,
- Odznaka „Zasłużony Działacz Kultury” (1975),
- Brązowy Medal „Za zasługi dla obronności kraju”,
- Medal 40-lecia Polski Ludowej,
- Nagroda II stopnia im. Heleny Radlińskiej (1988),
- Krzyż Oficerski Orderu Odrodzenia Polski (1997),
- Krzyż Komandorski Orderu Odrodzenia Polski (2002)[7]
- Honorowa Odznaka SBP (2000) i Honorowy Przewodniczący Stowarzyszenia Bibliotekarzy Polskich[8].
- Medal Budowniczym Biblioteki Narodowej (2003),
- Srebrny Medal Zasłużony Kulturze „Gloria Artis” (2007)[9].